# انكسار (فلم 2019)
مكسور (بالإنجليزية: Fractured) هو فيلم إثارة نفسية أمريكي من كتابة ألان بي. ماكيلروي وإخراج براد أندرسون سنة 2019. وبطولة كل من سام ورذينجتن وليلي رابي وستيفين توبولوسكي.
عُرض الفيلم لأول مرة في مهرجان (Fantastic Fest) في 22 سبتمبر 2019. وتم إصداره في 11 أكتوبر 2019 بواسطة نتفلكس.

## القصة
تتعرض عائلة لحادث مروع على الطريق، حينما تتعرض الابنة لإصابة في ذراعها، يهرع الأبوين للمستشفى، وبينما ينشغل الأب «راي» يكتشف أن عائلته قد اختفت من المستشفى ومن كل سجلات الدخول.

## روابط خارجية
- مقالات تستعمل روابط فنية بلا صلة مع ويكي بيانات